# Fountains Abbey
Fountains Abbey nabij Ripon in North Yorkshire, Engeland is de ruïne van een cisterciënzer klooster, dat in 1132 gesticht werd. Het is onderdeel van Studley Royal Park, een landschapspark dat ontwikkeld is rond de ruïnes van de abdij. Samen met het park behoort Fountains Abbey sinds 1986 tot het werelderfgoed van de UNESCO.

## Geschiedenis
Fountains Abbey werd in 1132 gesticht na een conflict in de Onze-Lieve-Vrouweabdij in York. Als gevolg van het geschil werden 13 monniken uit het klooster gezet. Zij wilden strikt volgens de Regel van Benedictus leven en werden in bescherming genomen door de aartsbisschop van York, Thurstan (ca. 1070-1140). Hij zorgde ervoor dat zij zich konden vestigden in het dal van het riviertje Skell. In deze vallei vonden de monniken alle benodigde materialen om een klooster te bouwen: steen en hout voor het gebouw en stromend water. De monniken sloten zich meteen aan bij de cisterciënzer orde.
De abdij functioneerde meer dan 400 jaar totdat Hendrik VIII in 1539 besloot alle kloosters op te heffen, de monniken te verjagen en hun bezittingen zich toe te eigenen. De abdijgebouwen en meer dan 2 km² land werden op 1 oktober 1540 door de Kroon verkocht aan Sir Richard Gresham, een koopman uit Londen en vader van Thomas Gresham, de oprichter van de Londense beurs, de Royal Exchange.

## Gebouwen

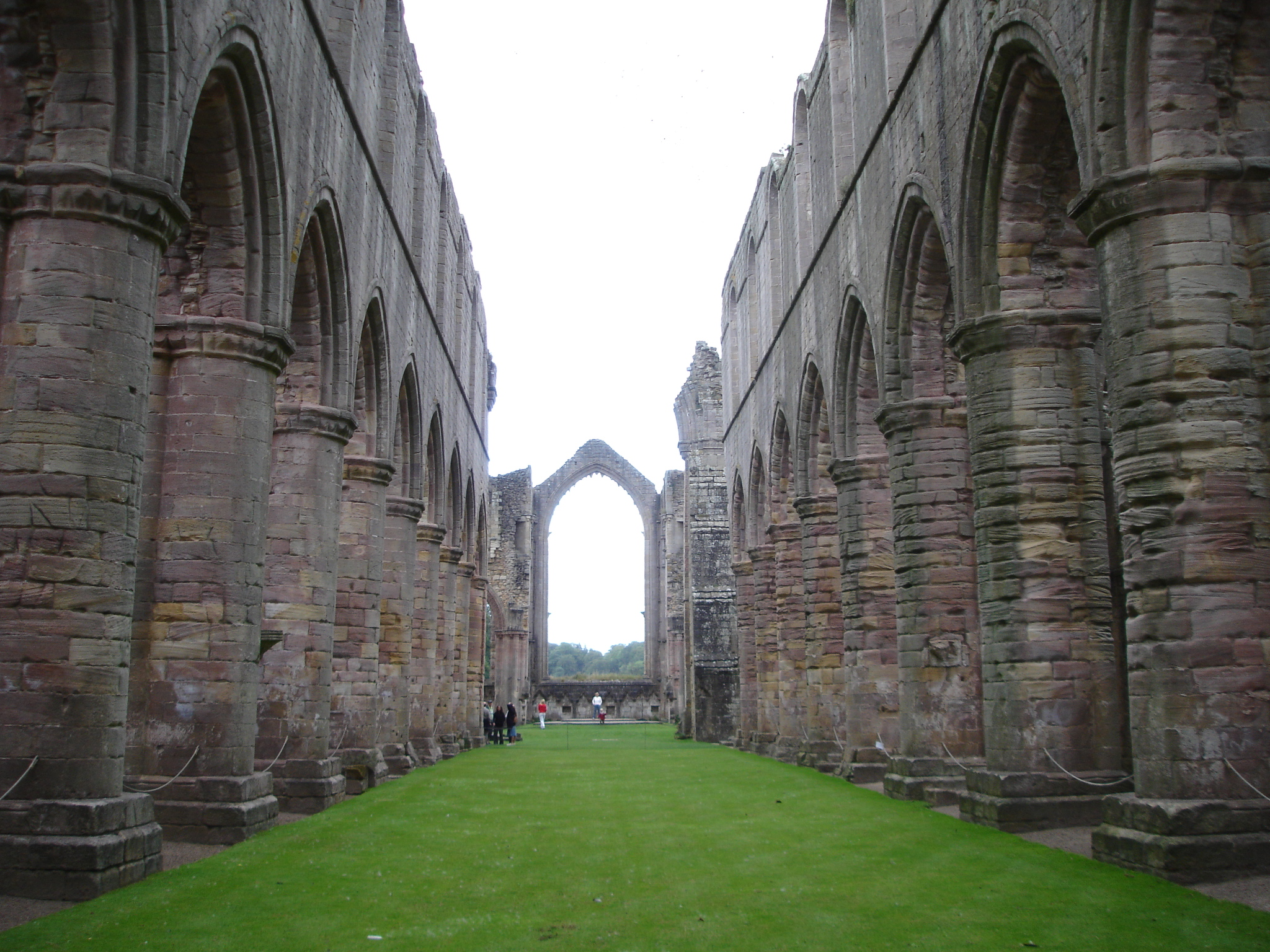
inwendige van het schip van de abdijkerk

De bouw van de abdij begon in 1132 met gebruikmaking van ter plaatse gewonnen steen. De oorspronkelijke gebouwen werden later uitgebreid en gewijzigd, waardoor de abdij afweek van de oorspronkelijke sobere cisterciënzer architectuur. De kerk staat iets ten noorden van de Skell, terwijl de kloostergebouwen tussen de kerk en de rivier zijn gebouwd en gedeeltelijk over de Skell heen gebouwd zijn. De kloostergang ligt ten zuiden van de kerk en biedt aan de oostzijde toegang tot de driebeukige kapittelzaal en de woonruimte voor de monniken. Aan de zuidzijde van de kloostergang liggen de eetzaal (refectorium) en de keuken.
Aan de westzijde van de kloostergang is een groot gewelf dat als klooster wordt getypeerd, hoewel het de kelders en de opslagruimtes waren. Hierboven lag de slaapzaal (dormitorium) van de lekenbroeders (conversen). Dit gebouw liep door boven de rivier. In de zuidwesthoek waren de toiletten, om redenen van hygiëne zoals gebruikelijk direct boven de snelstromende rivier. De slaapzaal voor de monniken lag boven de kapittelzaal, ten zuiden van het transept van de kerk.
Ongebruikelijk is de plaatsing van de keuken tussen de eetzaal en de woonruimte en die van de ziekenzaal (infirmarium) aan de westzijde van het klooster, in aansluiting op de gastenverblijven. Het is echter mogelijk dat deze ruimte ten onrechte als ziekenzaal beschouwd wordt. Daarnaast is het koor buitengewoon lang. De bouw hiervan begon onder abt John van York, (1203-11) en voortgezet door zijn opvolger. Het koor eindigt net als de Kathedraal van Durham in een oostelijk transept, gebouwd onder abt John van Kent (1220-47). De toren staat op een ongewone plek, namelijk aan de noordzijde van het westelijke van de twee transepten. De toren werd gebouwd ten tijde van abt Huby (1494-1526), kort voor de opheffing van het klooster.

## Gebruik
Fountains Abbey wordt beheerd door English Heritage namens de National Trust, die het landgoed sinds 1983 in haar bezit heeft. Deze is ook eigenaar van het Studley Royal Park en Fountains Hall, dat gedeeltelijk voor publiek toegankelijk is. In het park ligt de door de architect William Burges ontworpen Saint Mary's Church (gebouwd 1871-1878).

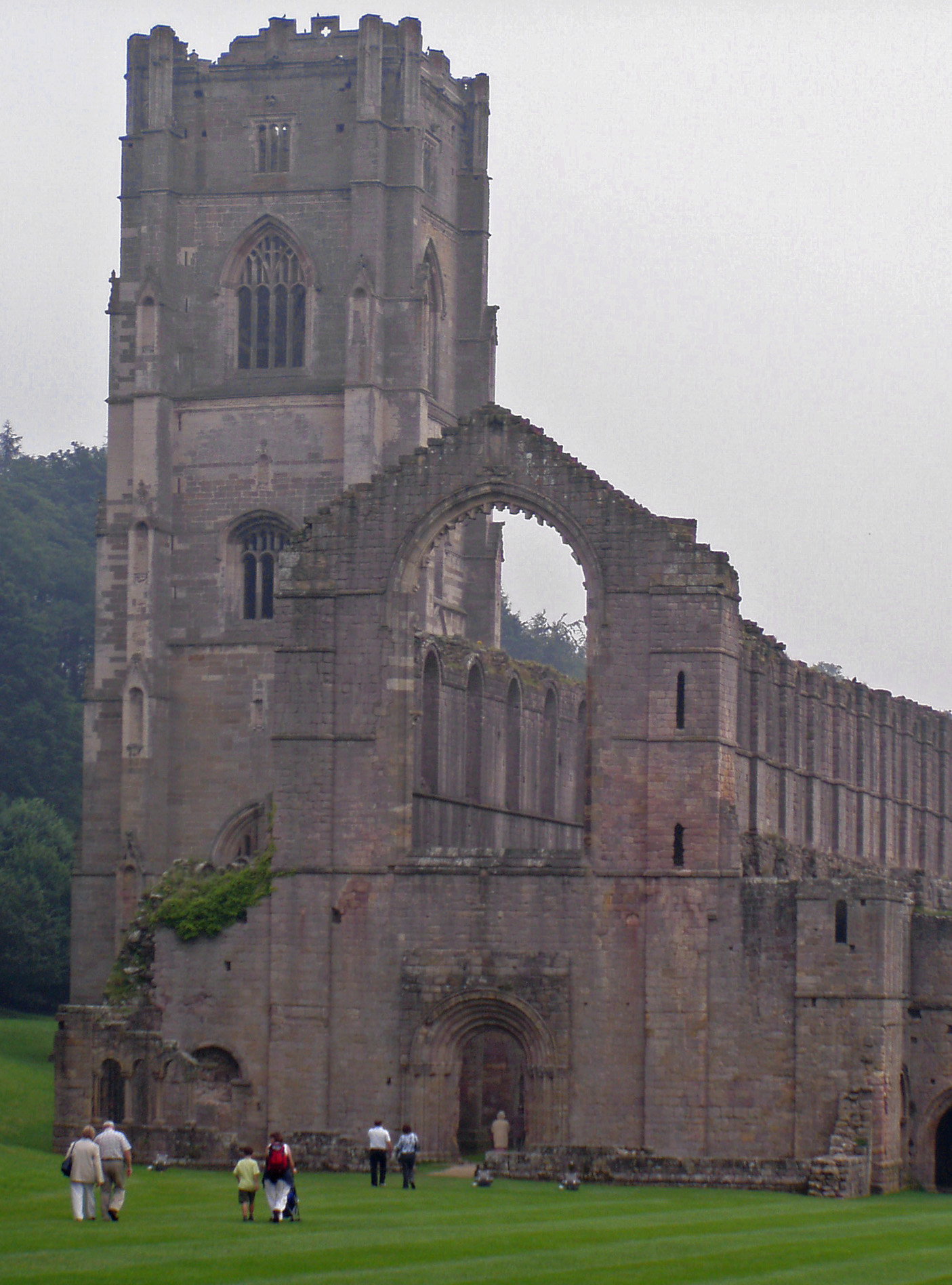
Westgevel kerk met toren
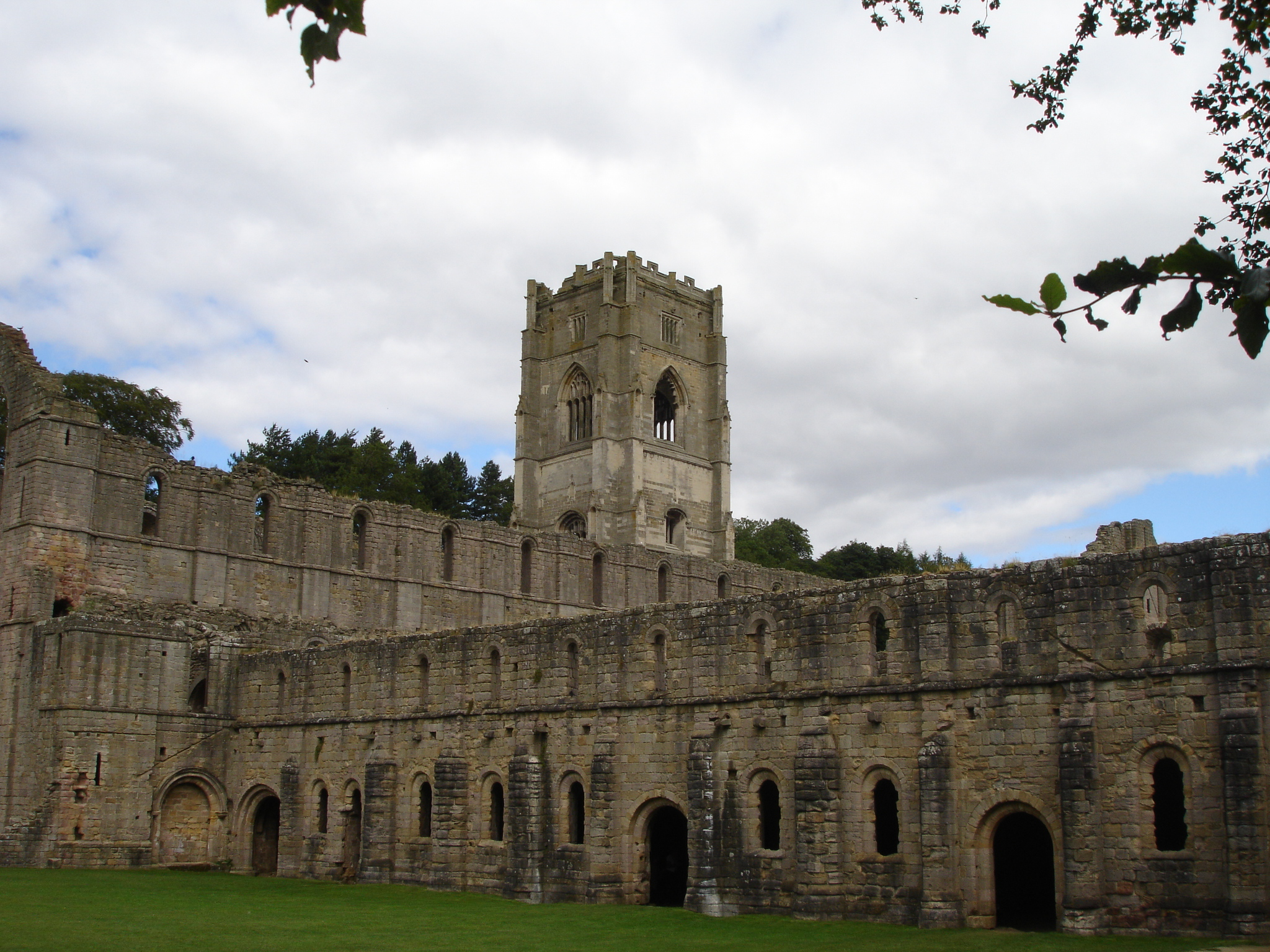
Westzijde van de abdij
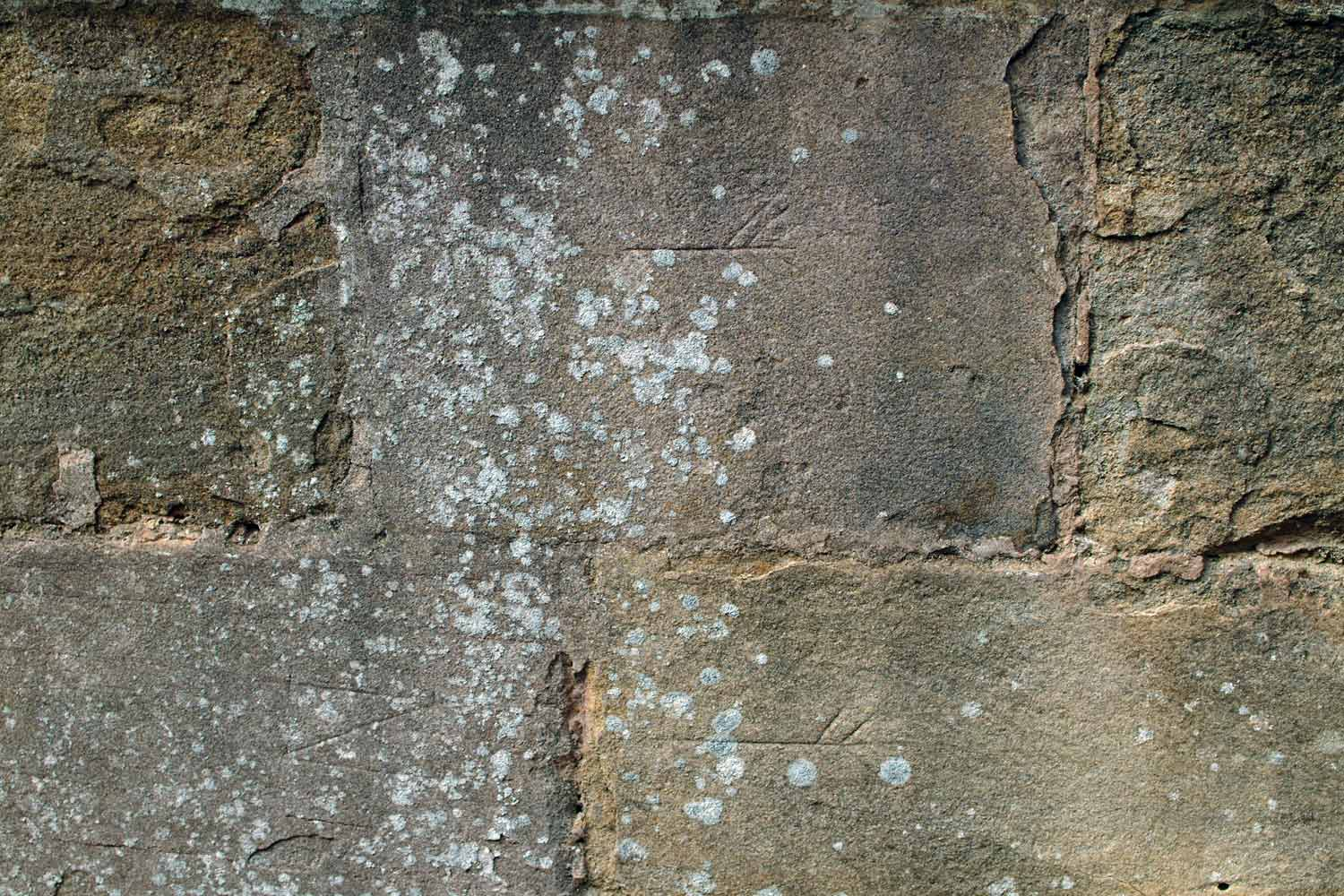
Metselaarstekens in de Kapittelzaal
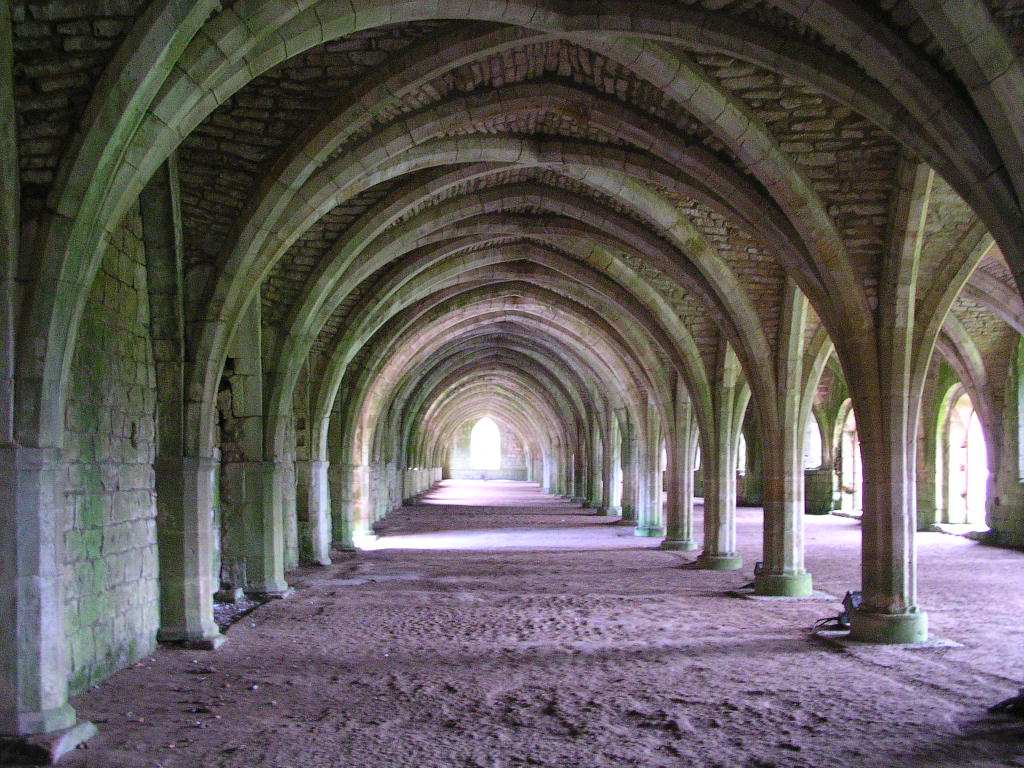
Refter